# Gillian Bradshaw
Gillian Marucha Bradshaw (geboren am 14. Mai 1956 in Falls Church, Virginia) ist eine US-amerikanische Schriftstellerin.

## Leben
Bradshaw lebte unter anderem in Washington DC, Kalifornien, Chile und Frankreich. An der University of Michigan (Abschluss B.A.) und dem Newnham College der Universität Cambridge in England (Abschlüsse B. A. und M. A.) studierte sie englische Literatur.
1977 gewann sie den Hopwood Award Major Fiction der University of Michigan für den Roman Hawk of May.
Sie schreibt hauptsächlich historische Romane, ist verheiratet, hat vier Kinder und lebt heute im englischen Cambridge (Stand Herbst 2004).
Berühmt wurde Bradshaw vor allem durch Die Ritter der Tafelrunde, einen dreibändigen Zyklus zur Artus-Sage. Die folgenden Werke der Autorin behandeln meistens historische Stoffe, wie beispielsweise das Leben des altgriechischen Mathematikers Archimedes, oder spielen im späten Römischen Reich, wie beispielsweise ihr Roman Beacon at Alexandria 1986. Darüber hinaus verfasste Bradshaw auch mehrere Kinderbücher, darunter The Land of Gold 1992, Romane, die in der Gegenwart spielen, und Science-Fiction.
Bücher von ihr wurden auch ins Spanische, Französische, Deutsche und Dänische übersetzt.

## Bibliografie
Down the Long Wind / Die Artus-Saga
- 1 Hawk of May. 1980.
  - Deutsch: Der Falke des Lichts. Übersetzt von Ilka Paradis. Marion von Schröder/Econ, Düsseldorf 1982, ISBN 3-547-71501-6.
- 2 Kingdom of Summer. 1981.
  - Deutsch: Das Königreich des Sommers. Übersetzt von Ilka Paradis. Marion von Schröder, Düsseldorf 1983, ISBN 3-547-71499-0.
- 3 In Winter’s Shadow. 1982.
  - Deutsch: Die Krone von Camelot. Übersetzt von Ilka Paradis. Marion von Schröder, Düsseldorf 1984, ISBN 3-547-71498-2.

The Dragon and The Thief
- 1 The Dragon and the Thief. 1991.
- 2 The Land of Gold. 1992.
- The Dragon, the Thief, and the Princess. 2013. (Sammelausgabe von 1 und 2)

English Civil War
- 1 London in Chains. 2009.
- 2 A Corruptible Crown. 2011.

Magic’s Poison
- 1 Magic’s Poison. 2011.
- 2 The Enchanted Archive. 2011.
- 3 The Duke’s Murder. 2011.
- 4 The Iron Cage. 2011.

Romane
- The Beacon at Alexandria. 1986.
  - Deutsch: Der Leuchtturm von Alexandria. Übersetzt von Nils-Henning von Hugo. Econ-Verlag, Düsseldorf / Wien / New York 1988, ISBN 3-430-11496-9.
- The Bearkeeper’s Daughter. 1987. (Historischer Roman über Theodora I.)
  - Deutsch: Die Tochter des Bärenzähmers. Aus dem Amerikanischen von Nils-Henning von Hugo. Econ-Verlag, Düsseldorf / Wien / New York 1990, ISBN 3-430-11494-2.
- Imperial Purple. 1988.

- The Colour of Power. 1989. (historischer Roman über eine Verschwörung gegen Theodosius II.)
  - Deutsch: Die Seidenweberin. Übersetzt von Joachim Pente. ECON-Verlag, Düsseldorf / Wien / New York 1992, ISBN 3-430-11493-4.

- Horses of Heaven. 1990. (historischer Roman über eine griechische Prinzessin bei den Saken)

- - Deutsch: Himmelsreiter. Übersetzt von Elke von Scheidt. Blanvalet, München 1992, ISBN 3-7645-7648-0.
- Beyond the North Wind. 1993.
- Island of Ghosts. 1998.
  - Deutsch: Die Reiter der Sarmaten. Übersetzt von Martin Schulte. Goldmann #41523, München 1992, ISBN 3-442-41523-3.
- The Wrong Reflection. 2000.
- The Sand-Reckoner. 2000. (historischer Roman über Archimedes)
  - Deutsch: Säulen im Sand. Übersetzt von Eva L. Wahser. Goldmann #41594, München 1997, ISBN 3-442-41594-2.
- The Wolf Hunt. 2001.
  - Deutsch: Das Lied des Wolfes. Übersetzt von Martin Schulte. Goldmann #41609, München 1997, ISBN 3-442-41609-4.
- Dangerous Notes. 2001.
- Cleopatra’s Heir. 2002. (historischer Roman über Caesarion)
  - Deutsch: Der Sohn der Kleopatra. Übersetzt von Katharina Volk. Weltbild, Augsburg 2006, ISBN 3-89897-394-8.
- The Somers Treatment. 2003.
- Render Unto Caesar. 2003.
- The Alchemy of Fire. 2004.
- The Elixir of Youth. 2005.
- Bloodwood. 2007.
- Dark North. 2007. (historischer Roman über Septimius Severus’ Britannienfeldzug)
- The Sun’s Bride. 2008. (historischer Roman vor dem Hintergrund des Dritten syrischen Krieges)
- The Dragon, The Thief and The Princess. 2013.
- The Alien in the Garden. 2014.
- Aliens on Holiday. 2016.